# Collégiale de Vienne
La collégiale de Vienne (en allemand Stiftskirche Zum heiligen Kreuz) est située au 24 Mariahilfer Straße dans le quartier viennois de Neubau. Elle fait partie de la caserne collégiale et constitue depuis 1921 l'église de la Garnison catholique romaine de Vienne.
L'église est un bâtiment classé.

## Histoire
La collégiale a probablement été construite en 1739 selon les plans de Joseph Emanuel Fischer von Erlach. Le bâtiment de l'église a été agrandi sous Marie-Thérèse. En 1772, Benedikt Henrici a construit la tour d'aujourd'hui avec sa flèche en baroque tardif.  L'église a servi de dépôt militaire entre 1785 et 1799 et a été consacrée à nouveau en 1799.

## Intérieur

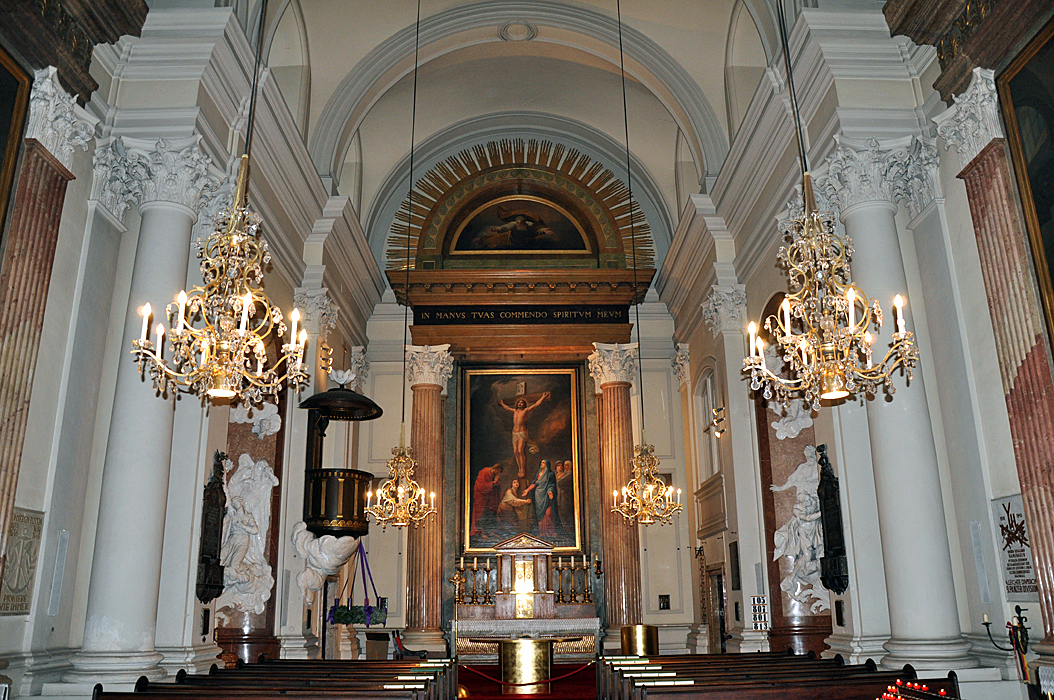
Intérieur de la collégiale

La peinture d'autel « Dieu le Père dans les nuages » est de Hubert Maurer, au-dessus se trouve la peinture à l'huile « Jésus en croix » de Johann Michael Heß de 1799. Les autels latéraux sont décorés de tableaux de Vinzenz Fischer. Vers l'entrée de l'église, il y a de nombreuses plaques commémoratives pour les soldats tombés au combat (dont les soldats autrichiens qui ont péri dans les opérations de l'ONU - celle du général nazi exécuté et criminel de guerre Alexander Löhr a été enlevée en février 2015).

### Orgue
L'orgue de la collégiale provient du facteur d'orgue viennois Franz Ullmann et possède huit jeux sur un manuel et une pédale.

## Littérature
- Stiftskirche (Wien) im Wien Geschichte Wiki der Stadt Wien

## Liens web
- (de) Ministère fédéral de la défense nationale | Église de la garnison de Vienne - Collégiale
- (de) planet-vienna.com | Collégiale